# Pouteria beaurepairei
Pouteria beaurepairei é um espécie de planta na família Sapotaceae. É encontrada no Brasil.